# Polemárchi
Polemárchi, en grec moderne : Πολεμάρχι, est un village du dème de Plataniás, en Crète, en Grèce. Selon le recensement de 2011, la population de Polemárchi compte 170 habitants. Le village est situé à une distance de 24 km de La Canée.